# Bitwa pod Embata
Bitwa pod Embata – bitwa morska między flotą ateńską pod dowództwem Charesa a siłami sprzymierzonych w roku 355 p.n.e. podczas wojny Aten ze sprzymierzeńcami (357–355 p.n.e.)
Do bitwy dosżło w pobliżu nadmorskiej miejscowości Embata, położonej między miastem Erytraj a wyspą Chios. 
Ateńczycy dysponowali 120 okrętami, a sprzymierzeni (Chios, Rodos, Kos, Bizancjum) – 100.
Początkowo obie strony uszykowały swoje okręty w linie bojowe ustawione naprzeciwko siebie. Gdy rozpoczęła się walka zerwał się bardzo silny wiatr i pomieszał szyki walczącym. Widząc to zastępcy Charesa (Ifikrates i Timoteos) prosili go o wycofanie się z bitwy, ten jednak odsunął ich od dowództwa i poprowadził swoje okręty na wroga. Stracił jednak tak wiele okrętów, że zmuszony był w końcu wycofać się z bitwy.